# Teorie strun – Fúze
Teorie strun – Fúze (v anglickém originále String Theory – Fusion) je román americké spisovatelky Kirsten Beyer z roku 2005 z knižní série Star Trek: Voyager, součásti sci-fi příběhů světa Star Treku. Jedná se o druhou část trilogie Teorie strun, která byla vydána k 10. výročí televizního seriálu Star Trek: Vesmírná loď Voyager a která se odehrává mezi jeho čtvrtou a pátou řadou.

## Příběh
Příběh navazuje na román Koheze.
Voyager sleduje na začátku roku 2375 (zmíněno je hvězdné datum 52019.1) raketoplán nadporučíka Tuvoka, který záhadně a bez povolení opustil před několika hodinami hvězdnou loď nacházející se v podivné monorhské hvězdné soustavě. Posádka Voyageru zjistí, že Vulkánec směřuje k prastaré vesmírné stanici, která využívá energii černé díry. Po přiblížení detekují senzory v přístavišti raketoplán, starou monorhskou loď a slábnoucí Tuvokovy známky života a na celé stanici podivné kolísavé známky života. Kapitán Kathryn Janewayová nechá svoji loď přistát v kotvišti stanice, Voyager je však poškozen gravitačními silami singularity.
Mezitím se na Voyageru objeví Phoebe, sestra kapitána Janewayové. Ve skutečnosti je to ale Nacene, bytost stejného druhu jako Ochránce, který přenesl Voyager do delta kvadrantu (díl „Ochránce“). „Phoebe“ převzala lidskou podobu a pomocí svých schopností vsugerovala posádce, že se na lodi nachází již od počátku výpravy. Má v plánu získat od Janewayové Klíč od Gremadie, posvátnou relikvii, kterou kapitánovi daroval jeden z monorhských vědců.
Protože použití transportérů by mohly být kvůli blízké černé díře nebezpečné, vytvoří Janewayová výsadky. B'Elanna Torresová společně se Sedmou z devíti jde prozkoumat zakotvenou monorhskou loď, která by mohla pocházet z doby před 50 lety, kdy se Čtrnáctý kmen vydal z Monorhy hledat posvátné město Gremadii. Zjistí, že velitelka lodi Betasis Assylia, přesunula své vědomí do počítače; ona je varuje, že celá stanice je plná jakýchsi parazitů, kteří po příletu Betasis pozabíjeli celou její posádku. Druhý výsadek ve složení Chakotay, Tom Paris a Harry Kim se vydá pro Tuvoka, trikordér jej zachytí ve vnitřním prstenci stanice, kam se dostanou pomocí místních speciálních transportérů. Cestou narazí na podivné bytosti žijící v různých fázích, proto na ně jejich zbraně nepůsobí. Výsadek nakonec těžce zraněného Tuvoka najde a přepraví na ošetřovnu Voyageru.
Díky malé Naomi Wildmanové, která pochází z jiné časové linie, kapitán zjistí pravdu o „Phoebe“. Nacene vezme Janewayovou mimo časoprostor a v rámci možností lidského chápání jí ukáže, o co tu jde. Nacenové, bytosti z jiných dimenzí, kde obývají tzv. Exosii, omylem poškodili struny propojující strukturu vesmíru, kvůli čemuž tu vznikla tato celá podivná monorhská hvězdná soustava. Někteří Nacenové zůstali v našem časoprostoru a čekají na návrat do Exosie, potřebují však jeden předmět – monorhský Klíč od Gremadie, který skutečně funguje jako klíč pro vstup do Exosie. Přivlastnili si těla různých druhů, která nyní čekají ve stázi na stanici, až bude průchod otevřen. Měli nachystané tzv. spory, malé „parazity“, díky kterým se humanoidní tělo změní v bytost žijící v různých fázích, což umožní průchod bránou do Exosie. Jenže Monorhové, kteří stanici objevili a mysleli si, že je to jejich Gremadie, přilákali tyto spory, jež je změnily na multifázové bytosti. Navíc tu je další problém, někteří Nacenové z Exosie nebudou chtít pustit ty čekající zpět.
Tuvok, který na stanici letěl kvůli svým telepatickým schopnostem a vábení přeměněnými Monorhy, se nyní postupně také mění, neboť byl napaden sporou. Ač se ostatní snaží z něj tvora odstranit, on si přeje s ním splynout, čímž by se jeho vědomí dostalo na vyšší úroveň. Kim s Torresovou vytvoří holografické tělo, do kterého zaženou vědomí monorhské velitelky Assylie, která nakonec přijme Tuvokova tvora, aby mohla být se svými lidmi. Janewayová nakonec Klíčem od Gremadie aktivuje průchod, projdou jím však pouze změnění Monorhové. Nacenové zůstanou uvěznění na stanici, která kvůli přetížení Betasis zanedlouho celá exploduje. Opravený Voyager s doplněnými zásobami energie (což byla automatická funkce stanice) stačí uniknout z dosahu výbuchu i z dosahu působení černé díry. Subprostorová vlna vzniklá explozí stanice ale zapříčiní totální výpadek holoemitorů a poškození všech holografických programů, včetně Doktorova i s jeho záložními moduly. Voyager se však vydá hledat Toma Parise a Harryho Kima, kteří při zkouškách tetryonového staničního transportéru zmizeli s raketoplánem neznámo kam. Samotné tetryonové transportéry by totiž mohly Voyageru výrazně pomoci k návratu na Zemi.
Příběh pokračuje románem Evolution, který dosud nebyl česky vydán.

## České vydání
V Česku byl román vydán 12. října 2011 v nakladatelství Laser-books v překladu Mirky Dřínkové (edice Star Trek, svazek 30, 360 stran, ISBN 978-80-7193-337-3).